# Spitzen (Film)
Spitzen (Der Eid des Fürsten Ulrich) ist ein deutsches Stummfilmkriminalmelodram aus dem Jahre 1926 von Holger-Madsen mit Olaf Fønss, Evelyn Holt und Elisabeth Pinajeff in den Hauptrollen. Der Geschichte liegt der gleichnamige Roman von Paul Lindau zugrunde.

## Handlung
Juliane Gräfin Iseneck ist mit einem etwa 30 Jahre älteren Mann verheiratet. Ihre ganze Leidenschaft gehört der Spitzenklöppelei. Ihre Sammlung weist bereits eine Reihe von kostbaren Spitzen-Produkten auf. Auf einer Gesellschaft kommt es zur Wiederbegegnung mit dem etwa gleichaltrigen Fürsten Ulrich von Engernheim, einer vergangenen Jugendliebe. Da er beabsichtigt, demnächst eine andere Frau zu heiraten, bittet er Juliane um eine letzte Aussprache, damit fortan nicht mehr zwischen ihnen stehen möge. Man trifft sich im Zimmer der Gräfin, und während die beiden jungen Leute sich auszutauschen beginnen, hören sie im Nachbarzimmer Geräusche, die darauf schließen, dass dort gerade Einbrecher zugange sind. Um nicht mit Juliane in flagranti ertappt zu werden, verlässt der junge Fürst die Örtlichkeit, während Juliane die Einbrecher von ihrem Personal festsetzen lässt.
Dieses Ereignis bringen Julianes Sinne fortan mächtig durcheinander, und sie beginnt über sich, ihren Gatten und ihren einstigen Geliebten nachzudenken. Derweil hat Graf Iseneck unangenehme Post bekommen, in der ein Erpresser, der Reporter eines Revolverblattes, ihm über die angebliche Untreue seiner Gattin mit Fürst Ulrich von Engernheim berichtet. Iseneck sucht daraufhin den kurz vor seiner Vermählung stehenden Ulrich auf und fordert von ihm Aufklärung in dieser Angelegenheit. Da der junge Fürst die nächtliche Begegnung in Julianes Kemenate nicht leugnet, fordert Iseneck ihn zum Duell auf. Dabei kommt Fürst Ulrich ums Leben. Juliane gerät derweil immer mehr in geistige Umnachtung, und man sagt ihr nichts von dem schrecklichen Ereignis. Sie taucht, gefangen in einer zunehmend als schrecklich empfundenen Ehe, immer stärker in ihre Welt der kleinen Fluchten, die Welt der Spitzen, ab.

## Produktionsnotizen
Spitzen entstand im Juli und August 1926 im May-Film-Atelier und passierte die Zensur am 31. August 1926. Die Uraufführung fand am 10. September 1926 im Alhambra in Berlin statt. In Österreich lief der 2715 Meter lange Streifen ab dem 4. Februar 1927 unter dem Titel Der Eid des Fürsten Ulrich.
Spitzen war der erste Film, den Edith Sklarz unter dem neuen Pseudonym Evelyn Holt abdrehte.
Viktor Skutetzky übernahm die Aufnahmeleitung, Alfred Junge entwarf die Filmbauten.

## Kritiken
Das Fachblatt Die Bühne spricht von einer „sehr spannende(n) Handlung“, die „im Film noch stärker“ wirken würde.
Wiens Reichspost konstatierte knapp: „Ein unerquickliches Thema.“